# Activation comportementale
Pour les articles homonymes, voir Activation.
L'activation comportementale fait partie des thérapies comportementales de troisième génération destinée au traitement des troubles de l'humeur. L'activation comportementale met principalement l'accent sur la participation à des activités positives et agréables pour améliorer l'humeur.
L'Institut Beck l'a décrit comme un moyen d'améliorer l'humeur par l'engagement actif et la planification d'activités potentiellement bénéfiques pour l'humeur,. Elle implique la compréhension des comportements spécifiques d'un individu et l'utilisation de méthodes spécifiques pour lui permettre de surmonter l'évitement.
L'activation comportementale est souvent utilisée dans le cadre d'une thérapie cognitivo-comportementale. Elle est considérée comme une forme de psychothérapie analytique fonctionnelle, basée sur un modèle psychologique skinnérien de changement de comportement, généralement appelé analyse comportementale appliquée. Ce domaine fait également partie de ce qu'on appelle l'analyse clinique du comportement et constitue l'une des pratiques les plus efficaces dans la pratique professionnelle de l'analyse du comportement.

## Théorie
L'activation comportementale est une forme d' analyse clinique du comportement, aussi connue sous le nom de thérapie comportementale de troisième génération. D'autres thérapies comportementales comprennent la thérapie d'acceptation et d'engagement, la thérapie comportementale dialectique et la psychothérapie analytique fonctionnelle. L'activation comportementale peut être intégrée à d’autres psychothérapies et son inclusion dans ces thérapies de troisième génération reflète son efficacité et sa polyvalence pour aborder les défis psychologiques sous différents angles. Elle doit sa base à l'analyse fonctionnelle de la dépression de Charles Ferster (1973) qui a développé l'idée de Skinner de la dépression, dans son analyse de la motivation, comme étant un manque de renforcement.
Le modèle de base de Ferster a été renforcé par l'étude des principes de renforcement et ont conduit à la loi d'appariement ainsi qu'à des avancées théoriques sur les fonctions possibles de la dépression. Aussi, un examen de l'analyse comportementale du développement de l'enfant a permis de déterminer des schémas à long terme pouvant conduire à une dysthymie. L'activation comportementale utilise des renforcements positifs pour augmenter les bons comportements et réduire les résultats négatifs de l'évitement afin d'augmenter la maîtrise de soi et la régulation personnelle de l'individu,,,,.
L'activation comportementale est issue d'une analyse des composantes de la thérapie cognitivo-comportementale. Cette analyse a révélé que toute composante cognitive ajoutait peu au traitement global de la dépression. La composante comportementale existait en tant que traitement autonome dans les premiers travaux de Peter Lewinsohn. Un groupe de comportementalistes a donc décidé qu'il pourrait être plus efficace de poursuivre un traitement comportemental plus pur pour le trouble. La théorie soutient qu’un renforcement environnemental insuffisant ou une punition excessive peuvent contribuer à la dépression. Le but de l'intervention est d'augmenter le renforcement de l'environnement et de réduire les sanctions.

## Méthodes
Une approche d'activation comportementale de la dépression a amené les participants à créer une hiérarchie d'activités de renforcement classées par difficulté. Les participants ont ensuite suivi leurs objectifs avec les cliniciens qui ont utilisé une économie symbolique pour renforcer leur réussite dans la hiérarchie des activités, mesurée avant et après par le Beck Depression Inventory. Un effet nettement plus important sur leur dépression a été constaté à la suite de leur traitement par rapport à un groupe témoin n'ayant pas reçu le même traitement. Depuis, plusieurs cliniques ont testé et développé cette méthode de traitement,.
Une autre approche d'activation comportementale est connue sous le nom d'ACTION (évaluer le comportement/l'humeur (Assess), choisir des réponses alternatives (Choose), essayer ces réponses alternatives (Try), intégrer ces alternatives (Integrate), observer les résultats (Observe) et évaluer (Now)) :74L’objectif d’ACTION est de comprendre la relation entre les actions et les conséquences émotionnelles et de remplacer des schémas dysfonctionnels par des schémas adaptatifs. De plus, l’accent est mis sur la qualité du sommeil et sur l’amélioration du fonctionnement social :117.
La méthode ACTION amène les patients à comprendre la relation entre les actions et les émotions, les actions étant considérées comme la cause des émotions :21. Un graphique d'autosurveillance horaire est créé pour suivre les activités et leur impact sur l'humeur qu'elles créent pendant une semaine complète, dans le but d'identifier les boucles de dépression :37. Lorsque des schémas de réponses dysfonctionnelles, ou boucles, sont identifiés, des réponses d'adaptation alternatives sont tentées pour briser la boucle :39. Cette méthode est décrite par les acronymes « TRAP » (Trigger, Response, Evidence Pattern - Déclencheur, réponse, schéma de preuve) et « TRAC » (Trigger, Response, Alternate Coping Response - Déclenchement, réaction, autre réaction d'adaptation). Comme la rumination est identifiée comme un comportement d’évitement particulièrement courant qui aggrave l’humeur, un autre acronyme courant est RCA (Rumination Cues Action) :97. Le patient doit évaluer la rumination en termes d'amélioration de ce sur quoi il rumine, de compréhension et de ses effets émotionnels sur lui. Il est suggéré de se focaliser sur l'expérience comme alternative à la rumination ainsi qu'à d'autres actions possibles de distraction ou d'amélioration de l'humeur :101.

## Soutien à la recherche

### Dépression
Les examens des études d'activation comportementale sur la dépression ont révélé qu'elle avait un effet positif mesurable et devait être considérée comme un traitement efficace,. Une étude thérapeutique à grande échelle a révélé que l’activation comportementale était plus efficace que la thérapie cognitive et comparable aux médicaments pour traiter la dépression. Une méta-analyse comprenant 34 essais contrôlés randomisés a révélé que, bien que le traitement d'activation comportementale chez les adultes souffrant de dépression ait montré un effet bénéfique significativement plus important par rapport aux participants témoins, après le traitement il n'y avait aucune différence statistiquement significative entre les groupes par rapport aux participants traités par TCC. Une autre méta-analyse comprenant 25 essais contrôlés randomisés a révélé un effet important pour l'activation comportementale par rapport aux contrôles après le traitement. Une méta-analyse de 2009 a montré un effet post-traitement moyen par rapport à la psychothérapie et à d’autres traitements.

### Anxiété
Les stratégies d'activation comportementale sont utilisées pour les patients qui souffrent principalement d'anxiété. L’objectif principal de ces stratégies est d’aborder et de perturber les schémas d’évitement anxieux, qui peuvent souvent se manifester par une inquiétude excessive. Le but est de motiver et d’encourager les patients à s’engager activement dans des expériences enrichissantes et des comportements positifs. Une étude réalisée en 2006 sur l’activation comportementale appliquée à l’anxiété semble donner des résultats prometteurs. Une étude a montré son efficacité contre l’anxiété douloureuse liée à la fibromyalgie. Dans un autre cas, les chercheurs ont observé une amélioration notable de la qualité de vie et une réduction des niveaux d’anxiété grâce à l'activation comportementale.

## Utilisation de la réalité virtuelle
En raison du manque d'accès à des prestataires qualifiés, de contraintes physiques ou de raisons financières, de nombreux patients ne peuvent pas suivre une thérapie d'activation comportementale. Les chercheurs tentent de surmonter ces défis en proposant l'activation comportementale via la réalité virtuelle. L'idée du concept est de permettre notamment aux personnes âgées de participer à des activités engageantes auxquelles elles n'auraient pas accès sans la réalité virtuelle. Il est possible que les soi-disant « protocoles de RV inspirés de l'activation comportementale » atténueront la mauvaise humeur, l'insatisfaction de vivre et le risque de dépression.
Une stratégie est la thérapie d'exposition. La réalité virtuelle peut être utilisée pour créer des environnements réalistes et contrôlés dans lesquels les individus peuvent progressivement faire face à des situations qui déclenchent de l'anxiété ou de l'évitement. En exposant les individus à ces situations dans un cadre virtuel, les thérapeutes peuvent les aider à développer des stratégies d’adaptation plus appropriées et à réduire leur anxiété. Une autre stratégie consiste à utiliser les jeux de rôle et la formation aux compétences sociales. Les environnements de RV peuvent être utilisés pour faciliter les exercices de jeu de rôle, aidant ainsi les individus à pratiquer et à améliorer leurs compétences et interactions sociales dans un espace sûr et non menaçant.